# Colin McGinn
Colin McGinn (West Hartlepool, 10 maart 1950) is een Engelse filosoof die anno 2008 werkt aan de Universiteit van Miami.

## Werk
McGinn staat met name bekend om zijn bijdrages aan de filosofie van de geest, hoewel zijn publicaties over moderne filosofie een veel breder veld omvatten. Een van zijn bekendere werken is het memoire The Making of a Philosopher: My Journey Through Twentieth-Century Philosophy.
In zijn artikel Can We Solve the Mind-Body Problem? (1989) speculeert McGinn dat het menselijke brein van nature niet in staat is zichzelf volkomen te bevatten. Dat onvermogen zou ervoor zorgen dat het bewustzijn al vanaf de tijd van René Descartes een onopgelost raadsel is. McGinns antwoord op het vinden van de essentie van het bewustzijn, is dat deze niet gevonden kán worden. Dit legt hij verder uit in zijn boek The Mysterious Flame: Conscious Minds in a Material World.

## Overig
McGinn was eerder hoogleraar aan de Universiteit van Oxford en de Rutgers Universiteit in Miami.
In 2004 was McGinn een van de zes personen aan wie een interview van een volledige uitzending werd gewijd in de documentaireserie The Atheism Tapes van de BBC.